# Reutera aurea
Reutera aurea är en flockblommig växtart som beskrevs av Pierre Edmond Boissier. Reutera aurea ingår i släktet Reutera och familjen flockblommiga växter. Inga underarter finns listade i Catalogue of Life.